# Roland Ziersch
Roland Ziersch (* 18. Juni 1904 in Rottach-Egern (Tegernsee); † 22. April 1969 in München) war ein deutscher Schriftsteller und Journalist (Münchner Merkur).
1924 machte er sein Abitur am Wilhelmsgymnasium München.
Ziersch hat 1930 über die Schauspielerin Charlotte Birch-Pfeiffer promoviert. Er gehörte 1965 zu den ersten Münchner Schriftstellern, die mit dem seitdem jährlich an die besten aus München stammende belletristischen Neuerscheinungen vergebene Tukan-Preis ausgezeichnet wurden.
Roland Ziersch war mit einer Tochter des Sinologen Erich Haenisch und Urenkelin des altmärkischen Heimatforschers Theodor Zechlin verheiratet.

## Werke
- Ludwig Thoma, Mühlacker : Stieglitz-Verl. Händle, 1964 (Biographie)
- Fried Anton, Dietmannsried/Allgäu, Heidelberg: Rau, 1948
- Nachtgesellschaft Seltsame Erzählungen - Illustriert von Hans Fischer Rau Verlag Dietmannsried, 1947.
- Die Reise zum lieben Gott, Dietmannsried/Allgäu, Heidelberg: Walter Rau Verl., [1947]

- Die Glücklichen, Berlin: Suhrkamp, 1943
- Die Spur, Berlin: S. Fischer, 1939
- Wenn der böhmische Mond scheint, Berlin: Langen, G. Müller, [1937]

- Charlotte Birch-Pfeiffer als Darstellerin, München: Waizmann, 1930 (Dissertation)